# Helsingborgsmedaljen
Helsingborgsmedaljen är en utmärkelse som delas ut av Helsingborgs stad till  "särskilt förtjänt anställd eller förtroendeman hos staden". Andra än stadens anställda kan också få medaljen "därest synnerliga skäl därtill föreligga". Vem som belönas med en medalj bestäms av en delegation tillsatt av fullmäktige och invånare i Helsingborg har möjlighet att föreslå personer som de anser bör medaljeras. Medaljen instiftades 1949 efter beslut i stadsfullmäktige och delades det året ut för första gången på stadens födelsedag, den 21 maj. Redan då fick andra än anställda en medalj, då disponenten Henry Dunker och fru Ese Banck fick var sin. Från början delades medaljen ut varje år, men från 1983 delas den bara ut vart tredje. Fram till 2007 har 351 män och 66 kvinnor fått medaljen. Relationen mellan antalet anställda och antalet "välförtjänta medborgare" som får medaljen är ständigt skiftande. På senare tid har det blivit praxis att kommunalt anställda ska vara pensionerade för att kunna få medaljen.
Själva medaljen är utformad av arkitekt G W Widmark och är i 18 karats guld med en illustration föreställande Kärnan och Mariakyrkan med ett skepp med vajande segel i förgrunden. Reversen pryds av Helsingborgs stadsvapen och inskriptionen "Helsingborgs stad i tacksam erkänsla". Bandet är i stadens färger: rött och vitt.

## Pristagare
Ett urval av pristagare genom åren:
- Bodil Mårtensson, författare (2018)
- Henrik Larsson, fotbollsspelare (2007)
- Rolf Almqvist, handbollsspelare (2001)
- Eva Rydberg, komiker och skådespelare (2001)
- Sigvard Bernadotte, prins och formgivare (1998)
- Kalle Svensson, fotbollsmålvakt (1989)
- Sigurd Persson, ädelsmed (1983)
- Göte Friberg, polismästare (1975)
- Nils Poppe, komiker och skådespelare (1975)
- Karl Ragnar Gierow, Svenska Akademiens ständige sekreterare (1961)
- G. W. Widmark, arkitekt (1956)
- Gisela Trapp, donator (1952)
- Gustaf VI Adolf, Sveriges konung (då kronprins) (1949)
- Henry Dunker, disponent (1949)
- August Wingårdh, företagare och konsul (1949)